# Scorpaenopsis oxycephala
Scorpaenopsis oxycephala een soort uit het grote geslacht van schorpioenvissen (Scorpaenidae). Scorpaenopsis oxycephala heeft een vreemd draakachtig uiterlijk. De huid van deze schorpioenvis is bedekt met allerlei uitgroeisels. Deze dragen bij tot vervorming (camouflage) van zijn lichaamsvorm. Daarbij kunnen zij ook de kleur van hun omgeving aannemen. 

## Beschrijving
Deze vis is ongeveer 30 cm en kan 36 cm lang worden. Op de rug zijn 12 stekels, waarvan de derde de langste is. Deze giftige stekels dienen als bescherming tegen mogelijke aanvallers.  Deze vis is zeer variabel in kleur en heeft tal van uitsteeksels aan de kop.

## Voorkomen en leefwijze
Deze schorpioenvis (in het Engels kwastschorpioenvis genoemd) komt voor in een groot zeegebied van de Rode Zee tot Zuid-Afrika, oostelijk door de Indische Oceaan tot Taiwan, Guam en Micronesia. De vis is mogelijk nog wijder verspreid.

De vis leeft aan de buitenzijde van rots- en koraalriffen in helder water, op een diepte van 1 tot hoogstens 35 m.

De vissen liggen vaak, praktisch onzichtbaar en roerloos te wachten  totdat kleine vissen of garnalen dichtbij genoeg zijn gekomen. Dan schieten zij snel naar voren om de prooi op te happen.

## Soorten
- Foto's van deze soort op FishBase
- Species summary op FishBase